# باخا کالیفرنیا (ترانه)
«باخا کالیفرنیا» (اسپانیایی: Baja California‎) ترانه‌ای از مایک تاورز، خواننده و رپر اهل پورتوریکو است. این ترانه در ۲۳ مه ۲۰۲۵ از سوی آتلانتیک رکوردز و اپل ویدئو پروگرمینگ به‌عنوان سومین تک‌آهنگ از آلبوم موسیقی متن فیلم اف۱ (۲۰۲۵) منتشر شد.

## پیش‌زمینه
مایک تاورز تنها هنرمند لاتین حاضر در آلبوم اف۱ است. بنا بر گزارش منابع، «مایک تاورز خود را به‌طور کامل در هیجان و شدت رقابت‌های فرمول یک غرق کرد؛ آن هم در جریان گرند پری میامی فرمول یک کریپتو دات‌کام ۲۰۲۵. این هنرمند پورتوریکویی با دعوت ویژهٔ برگزارکنندگان رویداد، در تجربه‌ای ویژه شرکت داشت که شامل دسترسی انحصاری به تیم‌ها، بازدید از مسیر پیت‌لین و قدم‌زدن در پیست پیش از آغاز رسمی مسابقه بود.»

## آهنگسازی
«باخا کالیفرنیا» قطعه‌ای در سبک رپ است که بخشی از ترانهٔ «The Choice Is Yours (Revisited)» از گروه‌های نیتیو تانگز و بلک شیپ را درون‌یابی می‌کند.

## تاریخچه انتشار
| منطقه   | تاریخ      | فرمت                  | ناشر          | منابع |
| ------- | ---------- | --------------------- | ------------- | ----- |
| مختلف   | ۲۳ مه ۲۰۲۵ | دانلود دیجیتال استریم | آتلانتیک اپل  | [ ۳ ] |
| ایتالیا | ۲۳ مه ۲۰۲۵ | رادیو ایرپلی          | وارنر ایتالیا | [ ۴ ] |